# Bythiospeum alpinum
Bythiospeum alpinum је пуж из реда Littorinimorpha и фамилије Hydrobiidae. 

## Угроженост
Подаци о распрострањености ове врсте су недовољни.

## Распрострањење
Ареал врсте је ограничен на Швајцарску.

## Станиште
Станиште врсте су слатководна подручја. 